# گیلوساک (دهانه)
گیلوساک یک دهانه برخوردی در ماه‌ است.

## دهانه‌های اقماری
این دهانه ۹ دهانه اقماری دارد.
| Gay-Lussac | عرض جغرافیایی | طول جغرافیایی | قطر          |
| ---------- | ------------- | ------------- | ------------ |
| A          | ۱۳.۲° N       | ۲۰.۴° W       | ۱۵.۰ کیلومتر |
| C          | ۱۵.۴° N       | ۲۲.۵° W       | ۵.۰ کیلومتر  |
| B          | ۱۶.۲° N       | ۲۱.۱° W       | ۳.۰ کیلومتر  |
| D          | ۱۴.۶° N       | ۲۱.۰° W       | ۵.۰ کیلومتر  |
| G          | ۱۳.۸° N       | ۱۸.۹° W       | ۵.۰ کیلومتر  |
| F          | ۱۴.۰° N       | ۱۹.۶° W       | ۵.۰ کیلومتر  |
| H          | ۱۳.۴° N       | ۲۳.۲° W       | ۵.۰ کیلومتر  |
| J          | ۱۱.۷° N       | ۲۱.۷° W       | ۳.۰ کیلومتر  |
| N          | ۱۲.۶° N       | ۲۰.۹° W       | ۲.۰ کیلومتر  |